# Hammarby, Västerås
Hammarby är ett bostadsområde och en stadsdel i västra Västerås. 
I området ligger skolorna Nybyggeskolan, Hammarbyskolan och S:ta Gertrudsskolan samt bostadskvarteret Krumeluren.
Området avgränsas av Narvavägen, Köpingsvägen och Riksväg 66 (Surahammarsvägen).  I norr gränsar området till Råby, i öster till Vetterstorp, Hammarby stadshage och Stohagen, i väster till Bäckby.